# مضمار ميامي الدولي
مضمار ميامي الدولي (بالإنجليزية: Miami International Autodrome)‏ هي حلبة سباق مؤقتة لرياضة المحركات الآلية بطول 5,41 كليومتر تقع في محيط ملعب هارد روك في ميامي غاردنز. سيبلغ طول المضمار (5.41 كم) ويضم 19 منعطف بمتوسط سرعة متوقع يبلغ حوالي 139 ميلاً في الساعة (223 كم / ساعة). تم تصميم الحلبة خصيصًا لسباق جائزة ميامي الكبرى، والذي أضيف إلى قائمة سباقات بطولة العالم للفورمولا 1 لعام 2022.